# Misérieux
Misérieux es una comuna francesa del departamento de Ain, en la región de Auvernia-Ródano-Alpes.

## Demografía
| 564 | 575 | 686 | 868 | 1 224 | 1 430 | 1 694 | 1 842 |
| Para los censos de 1962 a 1999 la población legal corresponde a la población sin duplicidades (Fuente: INSEE [Consultar]) |     |     |     |       |       |       |       |

Pertenece a la aglomeración urbana de Lyon.